# 班默維爾 (加利福尼亞州)
巴默維爾（英語：Bummerville）是位於美國加利福尼亞州卡拉韋拉斯縣的一個非建制地區。該地的面積和人口皆未知。

## 地理
巴默維爾的座標為38°24′05″N 120°30′21″W / 38.40139°N 120.50583°W，而該地的平均海拔高度為898米（即2946英尺）。